# Неллі Коман
Корнеллі Антойнетте Гарієтте Коман (нід. Cornelli Antoinette Hariëtte Cooman; прізвище у шлюбі — Фіре-Коман (нід. Fiere-Cooman); нар. 6 червня 1964) — нідерландська легкоатлетка суринамського походження, яка спеціалізувалася на спринті.

## Спортивні досягнення
Учасниця олімпійських змагань з бігу на 100 метрів (1988, 1992) та з естафетного бігу 4×100 метрів (1988) — щоразу зупинялась на попередніх стадіях змагань.
Півфіналістка чемпіонату світу з бігу на 100 метрів (1987).
Дворазова чемпіонка світу в приміщенні з бігу на 60 метрів (1987, 1989). Ще двічі брала часть у фінальних забігах чемпіонатів світу в приміщенні на 60 метрів — 6-е місце у 1995 та 7-е місце у 1993.
Бронзова призерка чемпіонату Європи з бігу на 100 метрів (1986). Фіналіста (5-е місце) чемпіонату Європи з бігу на 100 метрів (1994).
Шестиразова чемпіонка Європи в приміщенні з бігу на 60 метрів (1985, 1986, 1987, 1988, 1989, 1994). Бронзова призерка чемпіонатів Європи в приміщенні з бігу на 60 метрів (1984, 1990).
Чемпіонка Нідерландів з бігу на 100 метрів (1983, 1985, 1986, 1988, 1990, 1991, 1992). Чемпіонка Нідерландів у приміщенні з бігу на 60 метрів (1983, 1986, 1987, 1988, 1989, 1990, 1994) та 200 метрів (1986).
Ексрекордсменка світу в приміщенні з бігу на 60 метрів — 7,00 (1986).

## Визнання
- Спортсменка року в Нідерландах (1986)
- Легкоатлетка року в Нідерландах (1986, 1994)